# Nigué (Darak)
Nigué est un village du Cameroun situé à proximité du lac Tchad dans le département du Logone-et-Chari et la Région de l'Extrême-Nord. Il fait partie de la commune de Darak.

## Population
Lors du recensement de 2005, 149 personnes y ont été dénombrées.